# Caenorhinus corporaali
Caenorhinus corporaali is een keversoort uit de familie Rhynchitidae. De wetenschappelijke naam van de soort is voor het eerst geldig gepubliceerd in 1924 door Voss.